# Jacques Le Pailleur
Jacques Le Pailleur, mort à Paris le 4 novembre 1654, est un poète libertin et savant français du XVIIe siècle, mathématicien. Il prit la succession du P. Mersenne à l'académie de la place royale.

## Biographie
Il fait l'objet d'un article des Historiettes de Tallemant des Réaux , et il y est plusieurs fois cité. 
Fils d'un lieutenant de l'élection de Meulan, ayant poussé ses études jusqu'en classe de logique, il fut un temps commis de l'Épargne, mais finit par se retirer, ne pouvant supporter les « pillauderies » (détournements) dont il était témoin. Il entra alors chez un président Larcher à qui il était apparenté[réf. nécessaire]. Il menait une vie de plaisirs et de fêtes, célèbre pour sa belle humeur, pratiquait la musique, la chanson et la danse, et composait de la poésie burlesque, formant une joyeuse bande avec Charles de Vion d'Alibray et quelques autres. 
En 1627, il se rendit en Bretagne avec un de ses compagnons de débauche, le comte de Saint-Brisse (cousin du duc de Retz), et s'imposa comme ordonnateur des plaisirs chez le maréchal de Thémines, alors gouverneur de la province ; il resta lié à la maréchale, comme intendant non rémunéré, jusqu'à sa mort en 1652. Sa compétence financière et sa probité scrupuleuse lui firent confier des missions d'exécuteur testamentaire, et il fut aussi le tuteur de la future comtesse de La Fayette, étant ami de ses parents.
Ce joyeux libertin était aussi passionné par les mathématiques, qu'il avait pratiquées tout seul depuis l'enfance. Il était devenu l'« ami intime » d'Étienne Pascal, père de Blaise, et c'est à ce titre qu'il apparaît dans la Vie de monsieur Pascal de Gilberte Périer, au moment de la fameuse scène de juin 1635, alors que la famille Pascal habite rue Neuve-Saint-Lambert, à Paris : Étienne, ayant surpris son fils de douze ans en train de démontrer par jeu la trente-deuxième proposition du livre d'Euclide, qu'il n'a jamais lu, se précipite chez son voisin et ami Le Pailleur pour l'inviter à venir et le prendre à témoin. C'est cette même année que Marin Mersenne créa son académie savante (l'« Académie parisienne »), à laquelle participèrent tant Le Pailleur que les Pascal père et fils. Après la mort de Mersenne (1er septembre 1648), c'est chez Le Pailleur, qui habitait un logement modeste rue Saint-André-des-Arts, que se poursuivirent les réunions, tous les samedis ; selon le témoignage de Michel de Marolles, elles continuèrent même dans les lieux après la mort de l'hôte. L'« Académie Le Pailleur », continuation de celle de Mersenne, correspond donc principalement à la période 1648-1654. La fréquentaient, entre autres, Pierre Gassendi, Ismaël Boulliau, Gilles Personne de Roberval, Girard Desargues, Pierre de Carcavi, Claude Mylon (ce dernier secrétaire de l'académie et héritier ensuite de la position et des papiers de Le Pailleur).
C'est à Jacques Le Pailleur que Pascal adresse en février ou mars 1648 une longue lettre détaillant sa position dans la controverse sur le vide qui l'opposait alors au jésuite Étienne Noël. C'est à l'Académie Le Pailleur qu'est destiné l'opuscule du même, en latin, intitulé Celeberrimæ Matheseos Academiæ Parisiensi, daté de 1654, où il présente ses travaux aux autres participants.  